# Naaldijs

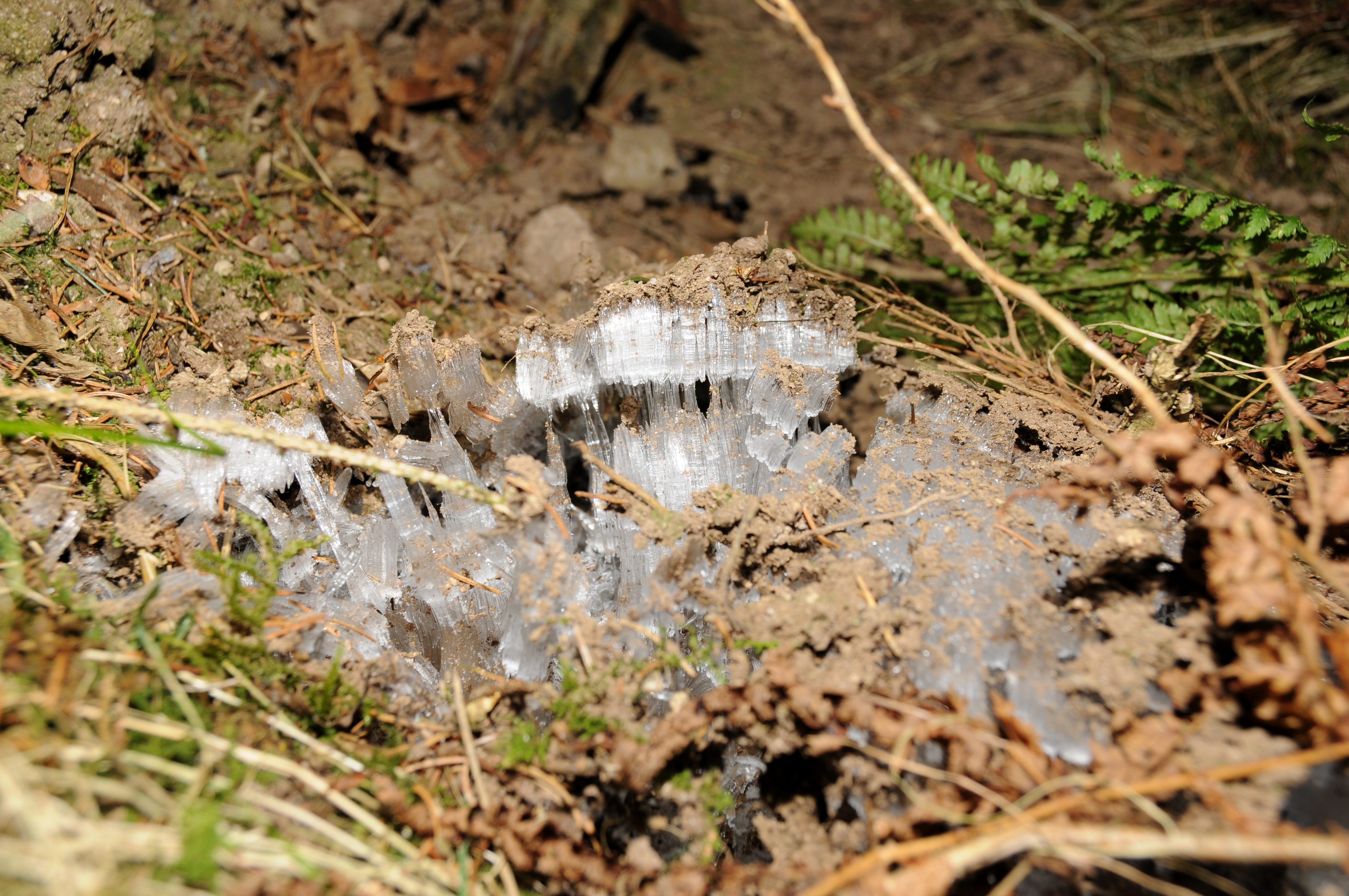
Naaldijs op een bosbodem.

Naaldijs is naaldvormige ijskristallen gevormd uit bevroren grondwater. Het is een natuurfenomeen dat zich voordoet wanneer de temperatuur van de bodem net boven 0°C en de temperatuur van de lucht net onder 0°C ligt. Door capillaire werking wordt grondwater naar het oppervlak gebracht, alwaar het door de koude lucht bevriest tot naaldvormige ijskristallen. De kristallen kunnen een lengte van enkele centimeters bereiken. Omdat water uitzet bij bevriezen, kunnen er scheuren in de bodem ontstaan. Op hellingen kan hierdoor afschuiving van de bodem optreden.
Naaldijs moet niet verward worden met ijsnaalden. IJsnaalden zijn een vorm van neerslag, namelijk poolsneeuw. De ijsnaalden zijn heel fijn van structuur en bijna onzichtbaar.